# عملية درع سبارتان
عملية درع سبارتان (بالإنجليزية: Operation Spartan Shield) هي عملية تابعة للقيادة المركزية الأمريكية في الشرق الأوسط. تخضع قيادة عملية درع سبارتان لقيادة الجيش الأمريكي المركزي، وتضم وحدات من جميع فروع الجيش.[بحاجة لمصدر] فرقة العمل سبارتان هي أحد مكونات الجيش الأمريكي التابعة لعملية درع سبارتان.[بحاجة لمصدر]
تدعم لواء الدعم التعاقدي 408 متطلبات التعاقد لعملية درع سبارتان، والتي وصفها أرمي لوير بأنها «عملية ثابتة للقيادة المركزية الأمريكية لبناء قدرة الشريك [أي إجراء بناء القدرات] في الشرق الأوسط».
في سوريا، في 25 أغسطس 2020، زُعم أن مركبة روسية صدمت مركبة أمريكية مقاومة للألغام والكمائن، مما أدى إلى رد فعل عملية درع سبارتان.

## الوحدات
مقر القيادة
- فرقة المشاة الرابعة حتى عام 2016
- فرقة المشاة التاسعة والعشرون  [لغات أخرى]‏ من نوفمبر 2016 إلى يوليو 2017.
- فرقة المشاة 35  [لغات أخرى]‏ من يوليو 2017 إلى مارس 2018
- فرقة المشاة 28  [لغات أخرى]‏ من مارس 2018 إلى نوفمبر 2018.
- فرقة المشاة 34 من نوفمبر 2018 إلى يوليو 2019.
- فرقة المشاة 38  [لغات أخرى]‏ من يوليو 2019 إلى مارس 2020.
- فرقة المشاة 42  [لغات أخرى]‏ من مارس 2020 إلى نوفمبر 2020.
- الفرقة 36 مشاة من نوفمبر 2020 إلى يوليو 2021.
- الفرقة 29 مشاة  [لغات أخرى]‏ من يوليو 2021 إلى مارس 2022.
- فرقة المشاة 35  [لغات أخرى]‏ من مارس 2022 إلى نوفمبر 2022.
- الفرقة 28 للمشاة  [لغات أخرى]‏ من نوفمبر 2022 إلى يوليو 2023.
- فرقة المشاة الأربعين  [لغات أخرى]‏ من يوليو 2023 إلى مارس 2024
- فرقة المشاة 34 من مارس 2024 إلى ديسمبر 2024.
- فرقة المشاة 38  [لغات أخرى]‏ من ديسمبر 2024 إلى يوليو 2025
- فرقة المشاة 42  [لغات أخرى]‏ من يوليو 2025 حتى الآن.

القيادات
- قيادة الدعم الثالثة (الاستكشافية)  [لغات أخرى]‏ من أغسطس 2021 إلى مايو 2022

ألوية القتال
- كان فريق القتال للواء الثاني، الفرقة المدرعة الأولى  [لغات أخرى]‏، في الكويت،[4] والآن في سوريا في سبتمبر 2020،[5] لحماية القوات هناك.[3]
- فريق القتال للواء المدرع 155  [لغات أخرى]‏، من يونيو 2018 إلى مارس 2019.
- لواء المدفعية للدفاع الجوي 69  [لغات أخرى]‏
- لواء المدفعية للدفاع الجوي الحادي والثلاثين[الإنجليزية]، من مارس 2022 إلى فبراير 2023
- فريق القتال للواء المدرعات الثلاثين  [لغات أخرى]‏، من أكتوبر 2019 إلى مايو 2020. تم إرساله إلى سوريا في أواخر أكتوبر لمدة شهر واحد.[5]
- لواء المدفعية الميدانية 75  [لغات أخرى]‏ اعتبارًا من يوليو 2020.

ألوية الدعم
- لواء مهندسي المسرح رقم 194  [لغات أخرى]‏ من أكتوبر 2019 إلى أغسطس 2020
- لواء مهندسي المسرح السادس عشر  [لغات أخرى]‏ من أغسطس 2020 إلى أبريل 2021
- لواء مهندسي المسرح رقم 111  [لغات أخرى]‏ من أبريل 2021 إلى نوفمبر 2021
- لواء مهندسي المسرح 372  [لغات أخرى]‏ من نوفمبر 2021 إلى يوليو 2022
- لواء مهندسي المسرح 926  [لغات أخرى]‏ من يوليو 2022 حتى الآن
- لواء النقل السابع  [لغات أخرى]‏

الكتائب
- كتيبة المهندسين 682 إتش إتش سي 2015-2016 (إم إن)
- كتيبة الإشارات الاستكشافية رقم 319، لواء إشارات المسرح التكتيكي رقم 505، قيادة إشارات المسرح رقم 335 من سبتمبر 2021 إلى تاريخ لاحق
- كتيبة الإشارة الاستكشافية رقم 156، لواء الشرطة العسكرية رقم 177[الإنجليزية]، قيادة إشارات المسرح رقم 335[الإنجليزية] من مايو 2022 إلى تاريخ لاحق[6]
- الكتيبة الثالثة للذخائر  [لغات أخرى]‏ (إي أو دي)[7] (قوة المهام كلب الجحيم) من أبريل 2020
- كتيبة الإشارة الاستكشافية رقم 198  [لغات أخرى]‏ من أغسطس 2019 إلى يوليو 2020
- كتيبة الإشارات الاستكشافية رقم 146  [لغات أخرى]‏ من يونيو 2020 - سيتم تحديدها لاحقًا
- كتيبة دعم القتال رقم 129، لواء دعم الفرقة 101، الفرقة 101 المحمولة جواً من أبريل 2019 إلى ديسمبر 2019.
- كتيبة دعم القتال رقم 87، فرقة المشاة الثالثة، لواء الدعم، فرقة المشاة الثالثة من ديسمبر 2019 إلى أكتوبر 2020.
- الكتيبة الأولى، فوج المشاة المحمول جواً 501، فريق القتال للواء الرابع (المحمول جواً)، فرقة المشاة الخامسة والعشرون من أغسطس 2017 إلى يوليو 2018

وحدات أخرى
- شركة نقل البضائع الداخلية رقم 203، كتيبة النقل رقم 457، مجموعة الدعم الإقليمي رقم 644 من ديسمبر 2020 إلى أغسطس 2021
- السرب الأول، فوج الفرسان 102  [لغات أخرى]‏، مارس 2019 - نوفمبر 2019
- شركة الدعم الأمامي، كتيبة دعم اللواء 141، السرب الأول، فوج الفرسان 303 بين نوفمبر 2019 ويوليو 2020
- القيادة 252 للشؤون المدنية (الأمامية)، والمعروفة أيضًا باسم فريق تخطيط الشؤون المدنية، من يوليو 2015 حتى الآن (؟). مُلحقة بمقر القيادة المركزية للجيش، معسكر عريفجان، الكويت. وحدات أخرى
- شركة نقل البضائع الداخلية رقم 203، كتيبة النقل رقم 457، مجموعة الدعم الإقليمي رقم 644 من ديسمبر 2020 إلى أغسطس 2021
- السرب الأول، فوج الفرسان 102  [لغات أخرى]‏، مارس 2019 - نوفمبر 2019
- شركة الدعم الأمامي (دي إف إس سي)، كتيبة دعم اللواء 141، السرب الأول، فوج الفرسان 303 بين نوفمبر 2019 ويوليو 2020
- القيادة 352 للشؤون المدنية (الأمامية)، والمعروفة أيضًا باسم فريق تخطيط الشؤون المدنية، من يوليو 2015 حتى الآن (؟). مُلحقة بمقر القيادة المركزية للجيش، معسكر عريفجان، الكويت.
- سرية الصيانة 626، كتيبة دعم الاستدامة القتالية 630، لواء الاستدامة 113 بين أكتوبر 2019 ويوليو 2020
- شركة الصيانة والدعم رقم 3666، كتيبة دعم الاستدامة القتالية رقم 158، مجموعة الدعم الإقليمي رقم 198 "شياطين الصحراء"، الحرس الوطني لجيش أريزونا، من يوليو 2020 إلى مارس 2021.
- مستشفى الدعم القتالي رقم 228، اللواء الطبي رقم 176، القيادة الطبية رقم 807 (دعم الانتشار) من سبتمبر 2020 حتى الآن
- قوات الدوريات في جنوب غرب آسيا  [لغات أخرى]‏ فرقة العمل المشتركة 55.1، خفر السواحل الأمريكي من سبتمبر 2012 حتى الآن
- شركة أ، الكتيبة الأولى، فوج المشاة 157، الحرس الوطني لجيش كولورادو  [لغات أخرى]‏، يناير 2021-نوفمبر 2021.[8]
- سرية الصيانة 626، كتيبة دعم الاستدامة القتالية 630، لواء الاستدامة 113 بين أكتوبر 2019 ويوليو 2020
- شركة الصيانة والدعم رقم 3666، كتيبة دعم الاستدامة القتالية رقم 158، مجموعة الدعم الإقليمي رقم 198 "شياطين الصحراء"، الحرس الوطني لجيش أريزونا، من يوليو 2020 إلى مارس 2021.
- مستشفى الدعم القتالي رقم 228، اللواء الطبي رقم 176، القيادة الطبية رقم 807 (دعم الانتشار) من سبتمبر 2020 حتى الآن
- قوات الدوريات في جنوب غرب آسيا  [لغات أخرى]‏ فرقة العمل المشتركة 55.1، خفر السواحل الأمريكي من سبتمبر 2012 حتى الآن
- شركة أ، الكتيبة الأولى، فوج المشاة 157، الحرس الوطني لجيش كولورادو  [لغات أخرى]‏، يناير 2021-نوفمبر 2021.[8]

## وحدات الطيران
- اللواء 35 للطيران القتالي[الإنجليزية]، الحرس الوطني لجيش ميسوري، أغسطس 2012 – أبريل 2013.
- الكتيبة الرابعة، فوج الطيران 501  [لغات أخرى]‏ (لواء الطيران القتالي، فرقة المشاة 35) خلال شهر مارس 2013.[9]
- اللواء 36 للطيران القتالي[الإنجليزية]، الحرس الوطني لجيش تكساس، أبريل – ديسمبر 2013.
- لواء الطيران القتالي رقم 42، الحرس الوطني لجيش نيويورك، ديسمبر 2013 - أغسطس 2014
- الكتيبة الثانية، فوج الطيران 135  [لغات أخرى]‏ (يو إتش-60) من مايو 2015.[10]
- الكتيبة الأولى (الدعم العام)، فوج الطيران 168 (سي إتش-47) بين أكتوبر 2015 وأغسطس 2016 (لواء الطيران القتالي، فرقة المشاة الأربعين  [لغات أخرى]‏).[11]
- الكتيبة الأولى، فوج الطيران العاشر  [لغات أخرى]‏ من أبريل 2016.[12]
- السرية د، الكتيبة الأولى، فوج الطيران 140  [لغات أخرى]‏ (يو إتش-60) منذ أبريل 2016.
- السرية أ (إيه إتش-64 و يو إتش-60)،[13] ب،[14] و د، الكتيبة الأولى، فوج الطيران 111  [لغات أخرى]‏ (سي إتش-47) بين فبراير وأكتوبر 2016 (لواء الطيران القتالي 77  [لغات أخرى]‏).[15]
- الكتيبة الثانية (الدعم العام)، فوج الطيران 149 (سي إتش-47) من فبراير 2017.[16]
- السرية سي، الكتيبة الثانية (الدعم العام)، فوج الطيران 211 الملحق بالكتيبة الأولى (مروحيات الهجوم)، فوج الطيران 108 (لواء الطيران القتالي، فرقة المشاة 35) خلال شهر ديسمبر 2018.